# Genophantis leahi
Genophantis leahi là một loài bướm đêm thuộc họ Pyralidae. Nó là loài đặc hữu của Maui, Oahu, Molokai và Hawaii.
Sải cánh dài usually 20 mm hoặc less.
Ấu trùng ăn Euphorbia bifida, Euphorbia cordata, Euphorbia hirta và Euphorbia pilulifera. 